# 阿爾布雷達
阿爾布雷達是西非國家岡比亞的城鎮，由北岸區負責管轄，位於該國西部岡比亞河北岸，距離詹姆斯島約5公里，曾經是販賣奴隸的市集，建於1681年，2010年人口估計約1,805。

## 外部連結
- Brief history and description

13°20′04″N 16°23′12″W / 13.33444°N 16.38667°W